# Antonio Daniels
Antonio Robert Daniels (* 19. März 1975 in Columbus, Ohio) ist ein US-amerikanischer Basketballspieler, der den Großteil seiner Profilaufbahn in der NBA aktiv war.

## NBA-Karriere
Daniels wurde im NBA-Draft 1997 von den Vancouver Grizzlies an vierter Stelle ausgewählt. Bereits nach seiner Debütsaison wurde er zu den San Antonio Spurs transferiert und gewann, an der Seite von Tim Duncan und David Robinson 1999 die NBA-Meisterschaft.
Es folgte Engagements bei den Portland Trail Blazers und Seattle SuperSonics. Seine individuell beste Saison spielte Daniels 2004–05 für die Sonics, als er 11,2 Punkte und 4,1 Assists erzielte und mit den Sonics die Playoffs erreichte.
Danach spielte er für die Washington Wizards, wo er als Backup für Gilbert Arenas zum Einsatz kam. Seine letzten NBA-Stationen waren die New Orleans Hornets und Philadelphia 76ers. Für letztere absolvierte er vier Spiele im April 2011.